# Micimackó: Tavaszolás Zsebibabával
A Micimackó: Tavaszolás Zsebibabával (eredeti cím: Winnie the Pooh: Springtime with Roo) 2004-ben megjelent amerikai 2D-s számítógépes animációs film, amely a Micimackó című filmsorozata alapján készült. Az animációs játékfilm rendezői Elliot M. Bour és Saul Andrew Blinkoff, producere John A. Smith. A forgatókönyvet Tom Rogers írta, a zenéjét Mark Watters szerezte. A videofilm a Walt Disney Pictures és a DisneyToon Studios gyártásában készült, a Walt Disney Home Video forgalmazásában jelent meg. Műfaja zenés filmvígjáték.
Amerikában 2004. március 9-én, Magyarországon 2004. március 29-én adták ki DVD-n és VHS-en.